# United Kingdom Championship Tournament
Il WWE United Kingdom Championship Tournament è un torneo annuale di wrestling organizzato dalla WWE e appartenente a NXT, territorio di sviluppo della stessa WWE.
Il torneo è stato annunciato per la prima volta in una conferenza tenutasi alla The O2 Arena di Londra il 15 dicembre 2016, dove Triple H ha annunciato appunto l'organizzazione di un torneo a sedici uomini per decretare il primo WWE United Kingdom Champion della storia. La prima edizione del torneo si è svolta in due giorni, il 14 gennaio ed il 15 gennaio 2017, ed è andato in onda esclusivamente sul WWE Network; a vincere è stato Tyler Bate, che ha sconfitto Pete Dunne in finale.
Il 7 aprile 2018 è stata annunciata la seconda edizione del torneo prevista per il 18 e il 19 giugno al Royal Albert Hall; tale edizione è stata vinta da Zack Gibson, il quale ha sconfitto Travis Banks in finale e avrà il diritto di affrontare il campione Pete Dunne per il WWE United Kingdom Championship.

## Albo d'oro
| Edizione | Vincitore   | Data            | Città                   | Sede              | Note |
| -------- | ----------- | --------------- | ----------------------- | ----------------- | ---- |
| I        | Tyler Bate  | 15 gennaio 2017 | Blackpool (Inghilterra) | Empress Ballroom  |      |
| II       | Zack Gibson | 18 giugno 2018  | Londra (Inghilterra)    | Royal Albert Hall |      |

## Edizioni

### Edizione del 2017

#### Partecipanti
| #  | Wrestler       | Città di provenienza        |
| -- | -------------- | --------------------------- |
| 1  | Mark Andrews   | Cardiff (Galles)            |
| 2  | Tyler Bate     | Dudley (Inghilterra)        |
| 3  | Danny Burch    | Londra (Inghilterra)        |
| 4  | Joseph Conners | Nottingham (Inghilterra)    |
| 5  | Jordan Devlin  | Bray (Irlanda)              |
| 6  | James Drake    | Blackpool (Inghilterra)     |
| 7  | Pete Dunne     | Birmingham (Inghilterra)    |
| 8  | H.C. Dyer      | Cambridge (Inghilterra)     |
| 9  | Sam Gradwell   | Blackpool (Inghilterra)     |
| 10 | Saxon Huxley   | Hartlepool (Inghilterra)    |
| 11 | Roy Johnson    | Londra (Inghilterra)        |
| 12 | Dan Moloney    | Birmingham (Inghilterra)    |
| 13 | Trent Seven    | Wolverhampton (Inghilterra) |
| 14 | Tucker         | Belfast (Irlanda del Nord)  |
| 15 | Tyson T-Bone   | Malvern (Inghilterra)       |
| 16 | Wolfgang       | Glasgow (Scozia)            |

#### Torneo inaugurale (2017)
Il 9 gennaio 2017 il sito WWE.com ha annunciato la struttura del torneo per l'assegnazione del titolo.
|  | Ottavi di finale 14 gennaio 2017 | Ottavi di finale 14 gennaio 2017 | Ottavi di finale 14 gennaio 2017 |                |              | Quarti di finale 15 gennaio 2017 | Quarti di finale 15 gennaio 2017 | Quarti di finale 15 gennaio 2017 |  |  | Semifinali 15 gennaio 2017 | Semifinali 15 gennaio 2017 | Semifinali 15 gennaio 2017 |  |  | Finale 15 gennaio 2017 | Finale 15 gennaio 2017 | Finale 15 gennaio 2017 |  |
|  |                                  |                                  |                                  |                |              |                                  |                                  |                                  |  |  |                            |                            |                            |  |  |                        |                        |                        |  |
|  | Tyler Bate                       | Tyler Bate                       | Schienamento                     |                |              |                                  |                                  |                                  |  |  |                            |                            |                            |  |  |                        |                        |                        |  |
|  | Tyler Bate                       | Tyler Bate                       | Schienamento                     |                |              |                                  |                                  |                                  |  |  |                            |                            |                            |  |  |                        |                        |                        |  |
|  | Tucker                           | Tucker                           | 10:34                            |                |              |                                  |                                  |                                  |  |  |                            |                            |                            |  |  |                        |                        |                        |  |
|  | Tucker                           | Tucker                           | 10:34                            |                | Tyler Bate   | Tyler Bate                       | Schienamento                     |                                  |  |  |                            |                            |                            |  |  |                        |                        |                        |  |
|  |                                  |                                  |                                  |                | Tyler Bate   | Tyler Bate                       | Schienamento                     |                                  |  |  |                            |                            |                            |  |  |                        |                        |                        |  |
|  |                                  |                                  | Jordan Devlin                    | Jordan Devlin  | 06:05        |                                  |                                  |                                  |  |  |                            |                            |                            |  |  |                        |                        |                        |  |
|  | Danny Burch                      | Danny Burch                      | Jordan Devlin                    | Jordan Devlin  | 06:05        | 08:55                            |                                  |                                  |  |  |                            |                            |                            |  |  |                        |                        |                        |  |
|  | Danny Burch                      | Danny Burch                      |                                  |                |              |                                  |                                  |                                  |  |  |                            |                            |                            |  |  |                        |                        |                        |  |
|  | Jordan Devlin                    | Jordan Devlin                    | Schienamento                     |                |              |                                  |                                  |                                  |  |  |                            |                            |                            |  |  |                        |                        |                        |  |
|  | Jordan Devlin                    | Jordan Devlin                    | Schienamento                     |                | Tyler Bate   | Tyler Bate                       | Schienamento                     |                                  |  |  |                            |                            |                            |  |  |                        |                        |                        |  |
|  |                                  |                                  |                                  |                |              |                                  |                                  |                                  |  |  |                            |                            |                            |  |  |                        |                        |                        |  |
|  |                                  |                                  | Wolfgang                         | Wolfgang       | 05:55        |                                  |                                  |                                  |  |  |                            |                            |                            |  |  |                        |                        |                        |  |
|  | Trent Seven                      | Trent Seven                      | Wolfgang                         | Wolfgang       | 05:55        | Schienamento                     |                                  |                                  |  |  |                            |                            |                            |  |  |                        |                        |                        |  |
|  | Trent Seven                      | Trent Seven                      |                                  |                |              |                                  |                                  |                                  |  |  |                            |                            |                            |  |  |                        |                        |                        |  |
|  | H.C. Dyer                        | H.C. Dyer                        | 05:25                            |                |              |                                  |                                  |                                  |  |  |                            |                            |                            |  |  |                        |                        |                        |  |
|  | H.C. Dyer                        | H.C. Dyer                        | 05:25                            |                | Trent Seven  | Trent Seven                      | 06:35                            |                                  |  |  |                            |                            |                            |  |  |                        |                        |                        |  |
|  |                                  |                                  |                                  |                | Trent Seven  | Trent Seven                      | 06:35                            |                                  |  |  |                            |                            |                            |  |  |                        |                        |                        |  |
|  |                                  |                                  | Wolfgang                         | Wolfgang       | Schienamento |                                  |                                  |                                  |  |  |                            |                            |                            |  |  |                        |                        |                        |  |
|  | Tyson T-Bone                     | Tyson T-Bone                     | Wolfgang                         | Wolfgang       | Schienamento | 06:20                            |                                  |                                  |  |  |                            |                            |                            |  |  |                        |                        |                        |  |
|  | Tyson T-Bone                     | Tyson T-Bone                     |                                  |                |              |                                  |                                  |                                  |  |  |                            |                            |                            |  |  |                        |                        |                        |  |
|  | Wolfgang                         | Wolfgang                         | Schienamento                     |                |              |                                  |                                  |                                  |  |  |                            |                            |                            |  |  |                        |                        |                        |  |
|  | Wolfgang                         | Wolfgang                         | Schienamento                     |                | Tyler Bate   | Tyler Bate                       | Schienamento                     |                                  |  |  |                            |                            |                            |  |  |                        |                        |                        |  |
|  |                                  |                                  |                                  |                |              |                                  |                                  |                                  |  |  |                            |                            |                            |  |  |                        |                        |                        |  |
|  |                                  |                                  | Pete Dunne                       | Pete Dunne     | 15:10        |                                  |                                  |                                  |  |  |                            |                            |                            |  |  |                        |                        |                        |  |
|  | Mark Andrews                     | Mark Andrews                     | Pete Dunne                       | Pete Dunne     | 15:10        | Schienamento                     |                                  |                                  |  |  |                            |                            |                            |  |  |                        |                        |                        |  |
|  | Mark Andrews                     | Mark Andrews                     |                                  |                |              |                                  |                                  |                                  |  |  |                            |                            |                            |  |  |                        |                        |                        |  |
|  | Dan Moloney                      | Dan Moloney                      | 05:35                            |                |              |                                  |                                  |                                  |  |  |                            |                            |                            |  |  |                        |                        |                        |  |
|  | Dan Moloney                      | Dan Moloney                      | 05:35                            |                | Mark Andrews | Mark Andrews                     | Schienamento                     |                                  |  |  |                            |                            |                            |  |  |                        |                        |                        |  |
|  |                                  |                                  |                                  |                | Mark Andrews | Mark Andrews                     | Schienamento                     |                                  |  |  |                            |                            |                            |  |  |                        |                        |                        |  |
|  |                                  |                                  | Joseph Conners                   | Joseph Conners | 08:10        |                                  |                                  |                                  |  |  |                            |                            |                            |  |  |                        |                        |                        |  |
|  | James Drake                      | James Drake                      | Joseph Conners                   | Joseph Conners | 08:10        | 07:12                            |                                  |                                  |  |  |                            |                            |                            |  |  |                        |                        |                        |  |
|  | James Drake                      | James Drake                      |                                  |                |              |                                  |                                  |                                  |  |  |                            |                            |                            |  |  |                        |                        |                        |  |
|  | Joseph Conners                   | Joseph Conners                   | Schienamento                     |                |              |                                  |                                  |                                  |  |  |                            |                            |                            |  |  |                        |                        |                        |  |
|  | Joseph Conners                   | Joseph Conners                   | Schienamento                     |                | Mark Andrews | Mark Andrews                     | 10:33                            |                                  |  |  |                            |                            |                            |  |  |                        |                        |                        |  |
|  |                                  |                                  |                                  |                |              |                                  |                                  |                                  |  |  |                            |                            |                            |  |  |                        |                        |                        |  |
|  |                                  |                                  | Pete Dunne                       | Pete Dunne     | Schienamento |                                  |                                  |                                  |  |  |                            |                            |                            |  |  |                        |                        |                        |  |
|  | Sam Gradwell                     | Sam Gradwell                     | Pete Dunne                       | Pete Dunne     | Schienamento | Schienamento                     |                                  |                                  |  |  |                            |                            |                            |  |  |                        |                        |                        |  |
|  | Sam Gradwell                     | Sam Gradwell                     |                                  |                |              |                                  |                                  |                                  |  |  |                            |                            |                            |  |  |                        |                        |                        |  |
|  | Saxon Huxley                     | Saxon Huxley                     | 06:00                            |                |              |                                  |                                  |                                  |  |  |                            |                            |                            |  |  |                        |                        |                        |  |
|  | Saxon Huxley                     | Saxon Huxley                     | 06:00                            |                | Sam Gradwell | Sam Gradwell                     | 04:50                            |                                  |  |  |                            |                            |                            |  |  |                        |                        |                        |  |
|  |                                  |                                  |                                  |                | Sam Gradwell | Sam Gradwell                     | 04:50                            |                                  |  |  |                            |                            |                            |  |  |                        |                        |                        |  |
|  |                                  |                                  | Pete Dunne                       | Pete Dunne     | Schienamento |                                  |                                  |                                  |  |  |                            |                            |                            |  |  |                        |                        |                        |  |
|  | Roy Johnson                      | Roy Johnson                      | Pete Dunne                       | Pete Dunne     | Schienamento | 07:30                            |                                  |                                  |  |  |                            |                            |                            |  |  |                        |                        |                        |  |
|  | Roy Johnson                      | Roy Johnson                      |                                  |                |              |                                  |                                  |                                  |  |  |                            |                            |                            |  |  |                        |                        |                        |  |
|  | Pete Dunne                       | Pete Dunne                       | Schienamento                     |                |              |                                  |                                  |                                  |  |  |                            |                            |                            |  |  |                        |                        |                        |  |

### Risultati (2017)

#### Primo round (14 gennaio)
| # | Risultati                                                       | Stipulazioni                                                               |
| - | --------------------------------------------------------------- | -------------------------------------------------------------------------- |
| 1 | Chris Tyler e Jack Starz hanno sconfitto Ringo Ryan e Tiger Ali | Tag Team match                                                             |
| 2 | Trent Seven ha sconfitto HC Dyer                                | Single match Ottavo di finale dello United Kingdom Championship Tournament |
| 3 | Jordan Devlin ha sconfitto Danny Burch                          | Single match Ottavo di finale dello United Kingdom Championship Tournament |
| 4 | Sam Gradwell ha sconfitto Saxon Huxley                          | Single match Ottavo di finale dello United Kingdom Championship Tournament |
| 5 | Pete Dunne ha sconfitto Roy Johnson                             | Single match Ottavo di finale dello United Kingdom Championship Tournament |
| 6 | Wolfgang ha sconfitto Tyson T-Bone                              | Single match Ottavo di finale dello United Kingdom Championship Tournament |
| 7 | Joseph Conners ha sconfitto James Drake                         | Single match Ottavo di finale dello United Kingdom Championship Tournament |
| 8 | Mark Andrews ha sconfitto Dan Moloney                           | Single match Ottavo di finale dello United Kingdom Championship Tournament |
| 9 | Tyler Bate ha sconfitto Tucker                                  | Single match Ottavo di finale dello United Kingdom Championship Tournament |

#### Secondo round (15 gennaio)
| # | Risultati                                                       | Stipulazioni                                                                                            |
| - | --------------------------------------------------------------- | --- |
| 1 | Saxon Huxley e Tucker hanno sconfitto Dan Moloney e Nathan Cruz | Tag Team match                                                                                          |
| 2 | Pete Dunne ha sconfitto Sam Gradwell                            | Single match Quarto di finale dello United Kingdom Championship Tournament                              |
| 3 | Mark Andrews ha sconfitto Joseph Conners                        | Single match Quarto di finale dello United Kingdom Championship Tournament                              |
| 4 | Wolfgang ha sconfitto Trent Seven                               | Single match Quarto di finale dello United Kingdom Championship Tournament                              |
| 5 | Tyler Bate ha sconfitto Jordan Devlin                           | Single match Quarto di finale dello United Kingdom Championship Tournament                              |
| 6 | Pete Dunne ha sconfitto Mark Andrews                            | Single match Semifinale dello United Kingdom Championship Tournament                                    |
| 7 | Tyler Bate ha sconfitto Wolfgang                                | Single match Semifinale dello United Kingdom Championship Tournament                                    |
| 8 | Neville ha sconfitto Tommy End                                  | Single match                                                                                            |
| 9 | Tyler Bate ha sconfitto Pete Dunne                              | Single match per il WWE United Kingdom Championship Finale dello United Kingdom Championship Tournament |

#### Telecronisti
| Ring name        | Nome reale        | Note                           |
| ---------------- | ----------------- | ------------------------------ |
| Charly Caruso    | Charly Arnolt     | Intervistatrice del backastage |
| Michael Cole     | Michael Coulthard | Telecronista                   |
| Nigel McGuinness | Steven Hawort     | Telecronista                   |
| Andy Shepherd    | Andrew Shepherd   | Ring announcer                 |

### Edizione del 2018

#### Partecipanti
| #  | Wrestler                 | Città di provenienza       |
| -- | ------------------------ | -------------------------- |
| 1  | Joe Coffey               | Glasgow (Scozia)           |
| 2  | Zack Gibson              | Liverpool (Inghilterra)    |
| 3  | Gentleman Jack Gallagher | Manchester (Inghilterra)   |
| 4  | Amir Jordan              | Dewsbury (Inghilterra)     |
| 5  | Jordan Devlin            | Bray (Irlanda)             |
| 6  | Kenny Williams           | Glasgow (Scozia)           |
| 7  | Ligero                   | Leeds (Inghilterra)        |
| 8  | Dave Mastiff             | Birmingham (Inghilterra)   |
| 9  | Joseph Conners           | Nottingham (Inghilterra)   |
| 10 | Travis Banks             | Auckland (Nuova Zelanda)   |
| 11 | Flash Morgan Webster     | Brynmawr (Galles)          |
| 12 | Drew Gulak               | Filadelfia (Stati Uniti)   |
| 13 | Ashton Smith             | Manchester (Inghilterra)   |
| 14 | Tucker                   | Belfast (Irlanda del Nord) |
| 15 | Tyson T-Bone             | Malvern (Inghilterra)      |
| 16 | James Drake              | Blackpool (Inghilterra)    |

#### Secondo torneo (2018)
Il 7 aprile 2018 è stata annunciata una seconda edizione del torneo con in palio la possibilità di sfidare il campione Pete Dunne per il titolo.
|  | Ottavi di finale 10 maggio 2018–9 giugno 2018 | Ottavi di finale 10 maggio 2018–9 giugno 2018 | Ottavi di finale 10 maggio 2018–9 giugno 2018 |                          |                      | Quarti di finale 18 giugno 2018 | Quarti di finale 18 giugno 2018 | Quarti di finale 18 giugno 2018 |  |  | Semifinali 18 giugno 2018 | Semifinali 18 giugno 2018 | Semifinali 18 giugno 2018 |  |  | Finale 18 giugno 2018 | Finale 18 giugno 2018 | Finale 18 giugno 2018 |  |
|  |                                               |                                               |                                               |                          |                      |                                 |                                 |                                 |  |  |                           |                           |                           |  |  |                       |                       |                       |  |
|  | Zack Gibson                                   | Zack Gibson                                   | Schienamento                                  |                          |                      |                                 |                                 |                                 |  |  |                           |                           |                           |  |  |                       |                       |                       |  |
|  | Zack Gibson                                   | Zack Gibson                                   | Schienamento                                  |                          |                      |                                 |                                 |                                 |  |  |                           |                           |                           |  |  |                       |                       |                       |  |
|  | Amir Jordan                                   | Amir Jordan                                   | 09:29                                         |                          |                      |                                 |                                 |                                 |  |  |                           |                           |                           |  |  |                       |                       |                       |  |
|  | Amir Jordan                                   | Amir Jordan                                   | 09:29                                         |                          | Zack Gibson          | Zack Gibson                     | Sottomissione                   |                                 |  |  |                           |                           |                           |  |  |                       |                       |                       |  |
|  |                                               |                                               |                                               |                          | Zack Gibson          | Zack Gibson                     | Sottomissione                   |                                 |  |  |                           |                           |                           |  |  |                       |                       |                       |  |
|  |                                               |                                               | Gentleman Jack Gallagher                      | Gentleman Jack Gallagher | 13:30                |                                 |                                 |                                 |  |  |                           |                           |                           |  |  |                       |                       |                       |  |
|  | Drew Gulak                                    | Drew Gulak                                    | Gentleman Jack Gallagher                      | Gentleman Jack Gallagher | 13:30                | 06:32                           |                                 |                                 |  |  |                           |                           |                           |  |  |                       |                       |                       |  |
|  | Drew Gulak                                    | Drew Gulak                                    |                                               |                          |                      |                                 |                                 |                                 |  |  |                           |                           |                           |  |  |                       |                       |                       |  |
|  | Gentleman Jack Gallagher                      | Gentleman Jack Gallagher                      | Schienamento                                  |                          |                      |                                 |                                 |                                 |  |  |                           |                           |                           |  |  |                       |                       |                       |  |
|  | Gentleman Jack Gallagher                      | Gentleman Jack Gallagher                      | Schienamento                                  |                          | Zack Gibson          | Zack Gibson                     | Sottomissione                   |                                 |  |  |                           |                           |                           |  |  |                       |                       |                       |  |
|  |                                               |                                               |                                               |                          |                      |                                 |                                 |                                 |  |  |                           |                           |                           |  |  |                       |                       |                       |  |
|  |                                               |                                               | Flash Morgan Webster                          | Flash Morgan Webster     | 04:20                |                                 |                                 |                                 |  |  |                           |                           |                           |  |  |                       |                       |                       |  |
|  | Flash Morgan Webster                          | Flash Morgan Webster                          | Flash Morgan Webster                          | Flash Morgan Webster     | 04:20                | Schienamento                    |                                 |                                 |  |  |                           |                           |                           |  |  |                       |                       |                       |  |
|  | Flash Morgan Webster                          | Flash Morgan Webster                          |                                               |                          |                      |                                 |                                 |                                 |  |  |                           |                           |                           |  |  |                       |                       |                       |  |
|  | James Drake                                   | James Drake                                   | 07:57                                         |                          |                      |                                 |                                 |                                 |  |  |                           |                           |                           |  |  |                       |                       |                       |  |
|  | James Drake                                   | James Drake                                   | 07:57                                         |                          | Flash Morgan Webster | Flash Morgan Webster            | Schienamento                    |                                 |  |  |                           |                           |                           |  |  |                       |                       |                       |  |
|  |                                               |                                               |                                               |                          | Flash Morgan Webster | Flash Morgan Webster            | Schienamento                    |                                 |  |  |                           |                           |                           |  |  |                       |                       |                       |  |
|  |                                               |                                               | Jordan Devlin                                 | Jordan Devlin            | 07:05                |                                 |                                 |                                 |  |  |                           |                           |                           |  |  |                       |                       |                       |  |
|  | Tyson T-Bone                                  | Tyson T-Bone                                  | Jordan Devlin                                 | Jordan Devlin            | 07:05                | 05:49                           |                                 |                                 |  |  |                           |                           |                           |  |  |                       |                       |                       |  |
|  | Tyson T-Bone                                  | Tyson T-Bone                                  |                                               |                          |                      |                                 |                                 |                                 |  |  |                           |                           |                           |  |  |                       |                       |                       |  |
|  | Jordan Devlin                                 | Jordan Devlin                                 | Schienamento                                  |                          |                      |                                 |                                 |                                 |  |  |                           |                           |                           |  |  |                       |                       |                       |  |
|  | Jordan Devlin                                 | Jordan Devlin                                 | Schienamento                                  |                          | Zack Gibson          | Zack Gibson                     | Sottomissione                   |                                 |  |  |                           |                           |                           |  |  |                       |                       |                       |  |
|  |                                               |                                               |                                               |                          |                      |                                 |                                 |                                 |  |  |                           |                           |                           |  |  |                       |                       |                       |  |
|  |                                               |                                               | Travis Banks                                  | Travis Banks             | 17:05                |                                 |                                 |                                 |  |  |                           |                           |                           |  |  |                       |                       |                       |  |
|  | Joe Coffey                                    | Joe Coffey                                    | Travis Banks                                  | Travis Banks             | 17:05                | Schienamento                    |                                 |                                 |  |  |                           |                           |                           |  |  |                       |                       |                       |  |
|  | Joe Coffey                                    | Joe Coffey                                    |                                               |                          |                      |                                 |                                 |                                 |  |  |                           |                           |                           |  |  |                       |                       |                       |  |
|  | Tucker                                        | Tucker                                        | 07:01                                         |                          |                      |                                 |                                 |                                 |  |  |                           |                           |                           |  |  |                       |                       |                       |  |
|  | Tucker                                        | Tucker                                        | 07:01                                         |                          | Joe Coffey           | Joe Coffey                      | Schienamento                    |                                 |  |  |                           |                           |                           |  |  |                       |                       |                       |  |
|  |                                               |                                               |                                               |                          | Joe Coffey           | Joe Coffey                      | Schienamento                    |                                 |  |  |                           |                           |                           |  |  |                       |                       |                       |  |
|  |                                               |                                               | Dave Mastiff                                  | Dave Mastiff             | 07:30                |                                 |                                 |                                 |  |  |                           |                           |                           |  |  |                       |                       |                       |  |
|  | Kenny Williams                                | Kenny Williams                                | Dave Mastiff                                  | Dave Mastiff             | 07:30                | 05:51                           |                                 |                                 |  |  |                           |                           |                           |  |  |                       |                       |                       |  |
|  | Kenny Williams                                | Kenny Williams                                |                                               |                          |                      |                                 |                                 |                                 |  |  |                           |                           |                           |  |  |                       |                       |                       |  |
|  | Dave Mastiff                                  | Dave Mastiff                                  | Schienamento                                  |                          |                      |                                 |                                 |                                 |  |  |                           |                           |                           |  |  |                       |                       |                       |  |
|  | Dave Mastiff                                  | Dave Mastiff                                  | Schienamento                                  |                          | Joe Coffey           | Joe Coffey                      | 09:20                           |                                 |  |  |                           |                           |                           |  |  |                       |                       |                       |  |
|  |                                               |                                               |                                               |                          |                      |                                 |                                 |                                 |  |  |                           |                           |                           |  |  |                       |                       |                       |  |
|  |                                               |                                               | Travis Banks                                  | Travis Banks             | Schienamento         |                                 |                                 |                                 |  |  |                           |                           |                           |  |  |                       |                       |                       |  |
|  | Travis Banks                                  | Travis Banks                                  | Travis Banks                                  | Travis Banks             | Schienamento         | Schienamento                    |                                 |                                 |  |  |                           |                           |                           |  |  |                       |                       |                       |  |
|  | Travis Banks                                  | Travis Banks                                  |                                               |                          |                      |                                 |                                 |                                 |  |  |                           |                           |                           |  |  |                       |                       |                       |  |
|  | Ligero                                        | Ligero                                        | 05:11                                         |                          |                      |                                 |                                 |                                 |  |  |                           |                           |                           |  |  |                       |                       |                       |  |
|  | Ligero                                        | Ligero                                        | 05:11                                         |                          | Travis Banks         | Travis Banks                    | Schienamento                    |                                 |  |  |                           |                           |                           |  |  |                       |                       |                       |  |
|  |                                               |                                               |                                               |                          | Travis Banks         | Travis Banks                    | Schienamento                    |                                 |  |  |                           |                           |                           |  |  |                       |                       |                       |  |
|  |                                               |                                               | Ashton Smith                                  | Ashton Smith             | 06:20                |                                 |                                 |                                 |  |  |                           |                           |                           |  |  |                       |                       |                       |  |
|  | Joseph Conners                                | Joseph Conners                                | Ashton Smith                                  | Ashton Smith             | 06:20                | 09:45                           |                                 |                                 |  |  |                           |                           |                           |  |  |                       |                       |                       |  |
|  | Joseph Conners                                | Joseph Conners                                |                                               |                          |                      |                                 |                                 |                                 |  |  |                           |                           |                           |  |  |                       |                       |                       |  |
|  | Ashton Smith                                  | Ashton Smith                                  | Schienamento                                  |                          |                      |                                 |                                 |                                 |  |  |                           |                           |                           |  |  |                       |                       |                       |  |

### Risultati (18 giugno 2018)
| #    | Risultati | Stipulazioni                                                                                            |
| ---- | --- | --- |
| Dark | Amir Jordan ha sconfitto Joseph Conners                                                                           | Single match                                                                                            |
| 1    | Zack Gibson ha sconfitto Gentleman Jack Gallagher per sottomissione                                               | Single match Quarto di finale dello United Kingdom Championship Tournament                              |
| 2    | Joe Coffey ha sconfitto Dave Mastiff                                                                              | Single match Quarto di finale dello United Kingdom Championship Tournament                              |
| 3    | Flash Morgan Webster ha sconfitto Jordan Devlin                                                                   | Single match Quarto di finale dello United Kingdom Championship Tournament                              |
| 4    | Travis Banks ha sconfitto Ashton Smith                                                                            | Single match Quarto di finale dello United Kingdom Championship Tournament                              |
| 5    | Toni Storm ha sconfitto Isla Dawn e Killer Kelly                                                                  | Triple Threat match per determinare la contendente nº1 all'NXT Women's Championship                     |
| 6    | Zack Gibson ha sconfitto Flash Morgan Webster per sottomissione                                                   | Single match Semifinale dello United Kingdom Championship Tournament                                    |
| 7    | Travis Banks ha sconfitto Joe Coffey                                                                              | Single match Semifinale dello United Kingdom Championship Tournament                                    |
| 8    | Pete Dunne, Trent Seven e Tyler Bate ha sconfitto The Undisputed Era (Adam Cole, Kyle O'Reilly e Roderick Strong) | Six-man Tag Team match                                                                                  |
| 9    | Zack Gibson ha sconfitto Travis Banks per sottomissione                                                           | Single match per il WWE United Kingdom Championship Finale dello United Kingdom Championship Tournament |

### NXT U.K. Championship (19 giugno 2018)
| #    | Risultati | Stipulazioni                                                                            |
| ---- | --- | --------------------------------------------------------------------------------------- |
| Dark | Ligero ha sconfitto Mike Hitchman                                                                                      | Single match                                                                            |
| 1    | Moustache Mountain (Trent Seven e Tyler Bate) hanno sconfitto The Undisputed Era (Kyle O'Reilly e Roderick Strong) (c) | Tag Team match per l'NXT Tag Team Championship                                          |
| 2    | Charlie Morgan ha sconfitto Killer Kelly                                                                               | Single match                                                                            |
| 3    | Noam Dar ha sconfitto Flash Morgan Webster, Mark Andrews e Travis Banks                                                | Fatal 4-Way match per determinare il contendente nº1 al WWE United Kingdom Championship |
| 4    | Adam Cole (c) ha sconfitto Wolfgang                                                                                    | Single match per l'NXT North American Championship                                      |
| 5    | Aleister Black e Ricochet hanno sconfitto EC3 e Velveteen Dream                                                        | Tag Team match                                                                          |
| 6    | Shayna Baszler (c) ha sconfitto Toni Storm per count-out                                                               | Single match per l'NXT Women's Championship                                             |
| 7    | Pete Dunne (c) ha sconfitto Zack Gibson                                                                                | Single match per il WWE United Kingdom Championship                                     |